# Siete canciones populares españolas
Sept chansons populaires espagnoles
Siete canciones populares españolas (« Sept chansons populaires espagnoles ») G. 40, est un cycle de mélodies pour voix et piano, du compositeur Manuel de Falla, arrangements issus du folklore espagnol.
En plus d'être la composition la plus arrangée de Falla et l'une des plus populaires, elle est l'un des cycles de mélodies les plus souvent interprétés  en langue espagnole. Dédiée « à Madame Ida Godebska » l'œuvre est créée à l'Athénée de Madrid le 14 janvier 1915 par sa commanditaire, Luisa Vela et le compositeur et publiée chez Max Eschig en 1922.

## Description
L'œuvre est composée à la demande d’une cantatrice espagnole de l’Opéra-Comique, Luisa Vela, durant les derniers mois du séjour de plusieurs années à Paris du compositeur. Les mélodies originales des chansons populaires proviennent de recueils et non d'une collecte sur le terrain.
Les styles et la provenance des chansons sont très diverses. Elles proviennent de différentes parties de l'Espagne : une asturiana des Asturies, dans le Nord ; la séguédille, une sorte de flamenco, de Murcie, dans le Sud-Est où le texte compare la femme inconstante à « la peseta passant de main en main »... ; et la « Jota » d'Aragon, dans le Nord-Est. « Nana » est une berceuse et « Polo » exprime un désir sauvage de vengeance sur un amant infidèle. Tous les textes traitent d'amour et de séduction, que ce soit de façon ludique, sérieuse ou tragique. La première chanson, par exemple, fait allusion à l'importance de la virginité d'une jeune fille et de sa valeur sur le marché du mariage, comme le drap précieux taché, qui perd de sa valeur. Alors que la berceuse traite du résultat de l'amour.
Le numéro 6, « Chanson », a été utilisé plusieurs fois par Falla. En 1904, il l'intègre à ses Chants de la Nuit de Noël pour voix et guitare, dans Un berger porte une dinde, mais en mode mineur. Pour les Siete canciones, il part d'une source différente : un recueil de José Inzenga (1828–1891), Ecos de España où se trouve Chant de Grenade, pratiquement la même mélodie, mais en mode majeur. La même mélodie se retrouve dans Chansons espagnoles anciennes de Lorca, dans Les petits pèlerins.
Partant du matériel folklorique, Falla harmonise ces fragments mélodiques laconiques, en ajoutant de riches accords et des sonorités modales. La présence du piano est importante et très élaborée, notamment dans « Jota », où il fournit une brillante ritournelle et dans « Polo », où ses notes rapides et répétées martèlent avec les cris passionnés de la voix. Les jeux métriques et les subtilités du texte, ont fait des Siete canciones les mélodies espagnoles les plus chantées. Falla procède de trois manières différentes : il puise dans le recueil et ne procède qu'à de légères retouches (c'est le cas pour« Le drap mauresque », « Séguidille murcienne » et « Asturienne ») ; il peut aussi travailler le rythme et la mélodie choisie (comme dans la Berceuse, la Chanson et « Polo ») ; il peut aussi, comme dans la Jota, recréer un style à partir de différentes sources.

Dans un article de 1917, il résume sa conception : 

« Plutôt que d'utiliser strictement les chansons populaires, j'ai essayé d'en extraire le rythme, la modalité, leurs lignes et motifs ornementaux caractéristiques, ainsi que leurs cadences modulantes […]. Je pense modestement, que c'est plus l'esprit que la lettre qui importe dans le chant populaire. Le rythme, la modalité et les intervalles mélodiques déterminés par leurs inflexions et leurs cadences constituent l’essentiel de ces chants […]. Et je dirai même plus : l'accompagnement rythmique ou harmonique d'une chanson populaire a autant d’importance que la chanson elle-même. Nous devons donc prendre l'inspiration directement du peuple et celui qui ne le comprend pas, ne réussira qu'à faire de son œuvre une imitation plus ou moins ingénieuse de ce qu'il a l'intention de faire. »

La partition est créée à Madrid dans le cadre d'un double hommage à Falla et Joaquín Turina et publiée en 1922 chez Max Eschig, avec une adaptation française de Paul Milliet.
Durée : environ 12 min.

## Contenu
1. El paño moruno (« Le drap mauresque ») — 
 Allegro vivace.
2. Seguidilla murciana (« Séguédille murcienne ») — 
 Allegro spirituoso.
3. Asturiana (« Asturienne ») — 
 Andante tranquillo.
4. Jota — 
 Allegro vivo.
5. Nana (« Ma petite ») — 
 Calmo e sustenuto.
6. Canción (« Chanson ») — 
 Allegretto.
7. Polo — 
 Vivo.

## Arrangements
Le cycle a été arrangé pour la guitare par Miguel Llobet (publié en 1957 chez Eschig) et pour orchestre par Ernesto Halffter (1950 et 1966), et Luciano Berio (1978). Falla et Paul Kochanski ont organisé six des chansons pour violon (en omettant le no 2 et en modifiant l'ordre), présenté comme Suite populaire espagnole (1925) ; laquelle a été également transcrite pour violoncelle par Maurice Maréchal. Cette prolixité atteste sa popularité. La collection a inspiré un semblable recueil de chansons folkloriques publié par l'élève, ami et collaborateur de Falla, Federico García Lorca.

## Discographie

### Avec piano
- María Barrientos, soprano ; Manuel de Falla, piano (3 mars 1928, 78t Columbia Regal RXX 7003 / Pavilion Records-Pearl 9852 / 4CD HOM 13080)[14] (OCLC 31230421)
- Conchita Supervía, mezzo-soprano ; Frank Marshall, piano (10 mars 1930, Pearl GEMM CD 9975 / Nimbus NI 7836/37) (OCLC 43761733)
- Victoria de los Ángeles, soprano ; Gerald Moore, piano (1951, EMI) (OCLC 421986385)
- Gérard Souzay, baryton ; Jacqueline Bonneau, piano (janvier 1951, Testament 1311) (OCLC 53712003)
- Ana-Maria Iriarte, mezzo-soprano ; Roger Machado, piano (18 janvier 1952, « Les introuvables de Manuel de Falla » 4CD EMI 5 69235 2)
- Cora Canne Meijer ; Liesbeth Rümke-Hoppen, piano (1956, LP Guilde Internationale du Disque / The Musical Masterpiece Society MMS-76)[15]
- Teresa Berganza, mezzo-soprano ; Felix Lavilla, piano (1961, LP Decca CEP 642 / RCA 74321 35636 2)
- Ana Raquel Satre, mezzo-soprano ; Noël Lee, piano (LP Ricordi 30CS014)[16]
- Victoria de los Ángeles, soprano ; Gonzalo Soriano, piano (4-6/8 décembre 1961 et 2-5 janvier 1962, EMI) (OCLC 970509104 et 815766949)
- Elena Cernei, mezzo-soprano ; Albert Guttman, piano (1970, LP Electrecord) (OCLC 23256931)
- Victoria de los Ángeles, soprano ; Alicia de Larrocha, piano (concert, Hunter College, Université de New York, 13 novembre 1971, EMI)
- Emma Sargsyan, mezzo-soprano ; Vladimir Viktorov, piano (1972, Melodiya)
- Marilyn Horne, mezzo-soprano ; Mindru Katz, piano (1973, Decca 436578-2) (OCLC 724298716) — avec des œuvres de Bizet, Debussy et Nin.
- José Carreras, ténor ; Eduarto Müller, piano (concert, Salzbourg 1981, Orfeo C 871 121)
- José Carreras, ténor ; Martin Katz, piano (1985, Philips Classics 411 478-2)
- Teresa Berganza, mezzo-soprano ; Juan Antonio Alvarez-Parejo, piano (octobre 1986, Claves Records CD 50-8405 / 3CD Brilliant Classics 6990) (OCLC 906202796 et 61450660)
- Bernarda Fink, mezzo-soprano ; Anthony Spiri, piano (novembre 2011, Harmonia Mundi) (OCLC 937827370) — avec des mélodies de Rodrigo et Granados
- Estrella Morente, mezzo-soprano ; Javier Perianes, piano (6-8 décembre 2015, Harmonia Mundi HMC902246) (OCLC 956697821)[17].

### Avec guitare
- Teresa Berganza, mezzo-soprano ; Narciso Yepes, guitare (décembre 1976, 2CD DG 435 848-2) (OCLC 40978846)
- Ann Monoyios, soprano ; Manuel Barrueco, guitare (24-26 janvier 1991, EMI CDC 7 54456 2)[18] (OCLC 70449004)
- Núria Chocq Mampel, soprano ; Christian Locussol, guitare (2001, La Mà de Guido) (OCLC 906570456)

El paño moruno est enregistré par Pepe de Lucia, chant et Paco de Lucía, guitare (1976, Philips 836 032-2) (OCLC 39825792)

### Avec orchestre
- Victoria de los Ángeles, soprano ; dir. Josep Pons (juillet 1992, Harmonia Mundi HMG 901432) (OCLC 237904931)
- Alicia Nafé, mezzo-soprano ; Orchestre de chambre de Lausanne, dir. Jesús López Cobos (1992, Denon CO-75339) (OCLC 884626624) — orchestration Berio.
- Marta Senn, mezzo-soprano ; Orchestre symphonique Simón Bolívar, dir. Eduardo Mata (juillet 1994, Dorian DOR 90210) — orchestration Berio.
- José Carreras, ténor ; English Chamber Orchestra, dir. Luciano Berio (Philips)
- Aïnhoa Arteta, soprano ; Orquesta de la Comunidad de Madrid, dir. José Ramón Encinar (octobre 2011, DG 0028947648918) (OCLC 949891229) — orchestration Halffter

### Violon ou violoncelle et piano ou guitare
- Daniil Chafran, violoncelle ; Nina Musinyan, piano (années 1950, LP Melodiya / CD Omega Classics)
- Sandra Rivers, violon ; Cho-Liang Lin, piano (1977, LP coll. « RTVE : El Mundo De La Música – 14 » Zafiro ZTV-14)
- Sebastian See-Schierenberg, violon ; Ramon Ruiz, guitare (avril 2013, Signum SIGCD405)[19].

### Version orchestre
- Orchestre symphonique de la RTVE, dir. Igor Markevitch (c. 1969, LP Philips 839 775 LY / 6851 117) (OCLC 807747504)